# Syndre Vägsjön
Syndre Vägsjön är en sjö i Älvdalens kommun i Dalarna och ingår i Dalälvens huvudavrinningsområde. Sjön har en area på 0,186 kvadratkilometer och ligger 618 meter över havet.

## Delavrinningsområde
Syndre Vägsjön ingår i det delavrinningsområde (684917-133785) som SMHI kallar för Mynnar i Lemman. Medelhöjden är 672 meter över havet och ytan är 10,23 kvadratkilometer. Det finns inga avrinningsområden uppströms utan avrinningsområdet är högsta punkten. Vattendraget som avvattnar avrinningsområdet har biflödesordning 3, vilket innebär att vattnet flödar genom totalt 3 vattendrag innan det når havet efter 470 kilometer. Avrinningsområdet består mestadels av skog (59 procent) och sankmarker (34 procent). Avrinningsområdet har 0,19 kvadratkilometer vattenytor vilket ger det en sjöprocent på 1,8 procent.